# Waverley (Surrey)

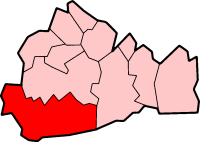

Waverley é um distrito do condato de Surrey, na Inglaterra.